# Phymaturus williamsi
Phymaturus williamsi — вид ігуаноподібних ящірок родини Liolaemidae. Ендемік Аргентини.

## Поширення і екологія
Phymaturus williamsi відомі з типової місцевості, розташованої в районі Вальєсіто-де-Кебрада в департаменті Калінгаста у провінції Сан-Хуан. Вони живуть серед скель, місцями порослих рослинністю, на висоті 3000 м над рівнем моря. Живляться рослинністю, є живородними.